# Paling en Ko
Paling en Ko (Mortadelo y Filemon) is een stripreeks van de Spaanse tekenaar Francisco Ibáñez over twee blunderende geheim agenten. De stripreeks loopt sinds 1958 en omvat meer dan 200 albums. Daarvan zijn er in het Nederlands 59 uitgebracht tussen 1971 en 2006.
In deze albums komt vaak fors lichamelijk geweld voor, soms gepaard gaand met vrij merkwaardig taalgebruik. Ze zijn echter veelal duidelijk slachtoffer van externe, noodlottige factoren, waaraan zij niets kunnen doen.

## Naamsverwarring
Generaties zijn opgegroeid in de veronderstelling dat Ko de lange kale helft van het duo is in plaats van de korte met de twee haren. Dit komt door een vertaalfout in de meeste albums van de toenmalige Nederlandse uitgeverij De Vrijbuiter. Op verzoek van de Spaanse uitgeverij werd vanaf album 51 (Die Lieve Neefjes) de juiste benaming weer aangehouden.

## Geschiedenis

### Hoofdfiguren
- Paling (Mortadelo); vernoemd naar een in Spanje en Italië voorkomende worstsoort is lang en kaal; hij draagt een bril en een zwart pak en gebruikt een reeks onuitputtelijke en onwaarschijnlijke vermommingen.
- Ko (Filemon Pi), ook wel chef genoemd, is de korte helft van het duo. Hij heeft twee haren, draagt een witte bloes met vlinderdasje en een rode broek. Hij heeft rechten gestudeerd en weet veel van biologie en aardrijkskunde. Hij is vaak het slachtoffer van de ongelukken en explosies die door Paling worden veroorzaakt.
- Paling en Ko begonnen als privédetectives die een informatiebureau runden waar ze allebei als chef solliciteerden (vandaar dat de kale zijn collega met chef en u aanspreekt). Nadat ze er ontslagen werden gingen ze werken voor de T.I.A. (Spaans voor T.A.N.T.E.; een woordspeling op CIA, niet op U.N.C.L.E.). Ze zijn in staat om zelfs de simpelste opdracht te verknallen met alle gevolgen van dien; vaak verstoppen ze zich dan in een uithoek van de wereld, op een andere planeet of gewoon dichtbij terwijl hun baas, de Superintendant, ze zoekt met grof geschut.

### Overige figuren
- Superintendant (El Superintendente Vicente), ook wel Super genoemd, is kaal met een zwarte krans en heeft een veelvuldig bespotte walrussnor. Hij is vaak slechtgehumeurd, vooral wanneer Paling en Ko een opdracht verknallen, hem belachelijk maken waar hij bij staat, of aan zijn whisky en sigaren zitten. Maar het gebeurt ook weleens dat hij degene is die hun wraak ondergaat vanwege een misplaatste opmerking of een briefje met het verzoek 'haal een pakje sigaretten'. In enkele uitgaven van Uitgeverij de Vrijbuiter heet Super hoofdagent Vincent, Mister L (de Duitse benaming) of de Grote Baas. Die laatste, enigszins misleidende, naam werd ook gebruikt in de reeks van Arboris. De enige personen voor wie Super buigt zijn de president-directeur-generaal van de geheime dienst, en zijn echtgenote die thuis de lakens uitdeelt. Zijn zoon kwam op sollicitiebezoek in album 33 (Het vergelijkend onderzoek), maar hij niet werd aangenomen.
- Professor Bacterie (Bacterio), een parodie op Q (James Bond), is de kale zwaarbebaarde wetenschapper van de Geheime Dienst. Ooit heeft hij een middel tegen haaruitval uitgeprobeerd op de kale die toen nog over een volle haarbos beschikte. "Nooit meer zorgen om je haar" voegde hij eraan toe; en Bacterie had gelijk, want de kale verloor ter plekke al z'n haar en als dank sloeg hij Bacterie z'n tanden uit. Sindsdien is de professor met regelmaat het slachtoffer van 's mans pesterijen; dit komt ook omdat de apparaten, die hij speciaal voor de opdrachten van Paling en Ko heeft uitgevonden, niet naar behoren werken. Overigens worden niet alle uitvindingen met scepsis ontvangen; Paling en Ko gebruiken deze dan om er op eigen houtje een gevreesde misdadiger mee te arresteren.
- Ofelia, een parodie op Miss Moneypenny uit James Bond, is de zwaarlijvige, ijdele secretaresse van de Super. In Nederland kwam ze voor het eerst voor in album 25 (Olympiade 1980). Ofelia is verliefd op de kale maar hij niet op haar; in plaats van hoffelijk wordt ze vooral vrouwonvriendelijk behandeld, iets waar ze erg slecht tegen kan.
- Irma is de tweede secretaresse van de Super; ze werd geïntroduceerd toen Ibanez na twee jaar de rechten op Paling en Ko terugkreeg. Anders dan bij Ofelia is de kale wel op haar verliefd, maar ziet zij hem niet staan. Irma komt in Nederland in de laatste vier Byblos-albums voor: Meteorologische hoogstandjes, Het vrouwtje van de melkweg, De rampzalige tuin en Die lieve neefjes. In dat laatste album wordt ze aangesproken met haar Duitse naam juffrouw Tussy. In Spanje zijn er 24 albums met Irma verschenen. Toen Paling en Ko een doorstart maakten bij Arboris was Irma al verdwenen.
- F.Ibanez figureert op Hitchcock-achtige wijze in z'n eigen strips. In het hoofdverhaal van het album De geschiedenis van Paling en Ko wordt meteen duidelijk waarom er zoveel kalende mannen in voorkomen; hij is er zelf een. Regelmatig laat men zich ontvallen net zo rijk te willen zijn als Ibanez. Op aankondigingen van signeersessies staat onder zijn foto vermeld verboden apennootjes te gooien.
- Bernard Blindganger (Rompetechos) is een klein mannetje met zwart kalend haar en een snorretje. Hij draagt een grote bril met echter de verkeerde glazen, vandaar dat hij andere dingen ziet dan in werkelijkheid. Bernard Blindganger figureert ook in de andere strips van Ibanez (Tom Tiger & Co, Paviljoenstraat 3) en heeft in Spanje zelfs z'n eigen reeks. Naast Paling en Ko is Bernard het enige personage van Ibanez waarvan ook in de 21e eeuw nog nieuwe verhalen zijn verschenen.
- Johnny (Bestiajez) is een agent met een fors postuur; hij moet Paling en Ko opsporen wanneer ze geen zin hebben in een opdracht. Johnny is de naam die werd gebruikt in de tekenfilmserie uit de jaren 90. In de stripreeks had hij namen als de Verspieder, agent Breekijzer en agent Lastpak.

### Bijrollen in andere strips
Net als Bernard Blindganger hebben ook Paling en Ko bijrollen gespeeld in de andere strips van Ibanez. Zo staan ze in het eerste album van Het Edele Drietal (Bij de honden af!) als werklozen in de rij bij het arbeidsbureau, en in een van de Paviljoenstraat 3-gags probeert de kale een van zijn vermommingen uit.

## Albums

### Olé-reeks
- Naast de reguliere albums verschenen in Nederland de één- en tweepaginastrips uit de beginperiode in de Olé-reeks. In 1984-1985 werd een aantal van deze strips in Eppo gepubliceerd met geactualiseerde lettering. Ook hier was er sprake van de bekende naamsverwarring. In 1991 werd een aantal van deze strips opnieuw gepubliceerd in Sjors en Sjimmie Stripblad Extra.

### Vrijbuiter-reeks
Tussen 1971 en 1985 verschenen er 41 albums met hoofdzakelijk lange verhalen bij uitgeverijcombinatie De Vrijbuiter/De Schorpioen. De eerste vijftien zijn in volgorde gelijk aan de albums uit de Ases de Humor-reeks welke van 1969 tot 1980 liep.
1. Het Atoomsulfaat
2. Jacht op de Zwarte Bende
3. Paling en Ko op Safari
4. Paling en Ko als Stierenvechters
5. Het geval van de Stokvis
6. Op dievenjacht
7. Loetje met het Hoedje
8. De Superdetectives
9. De Verandermachine
10. De Geschiedenis van Paling en Ko
11. De Kist met Tien Sloten
12. Toto, de Tovenaar
13. Op Schilderijenjacht
14. De Uitvindingen van Professor Bacterie
15. Op de Olympische Spelen
16. Operatie "Bom"
17. De Diamanten van de Gravin
18. Het Levenselixer
19. WK - Voetbal '78
20. Het Circus
21. Het Tweede Ik van Professor Bacterie
22. De Monsters
23. Het Tegengif
24. Vreemde Indringers
25. Olympiade 1980
26. Te Wapen!
27. Paniek in de Zoo
28. Het Document van Ali-Ben Doerak
29. Een Hondenbaan
30. Als Kindervrienden
31. De Huurlingen
32. Het Spuitelastiek
33. Het Vergelijkend Onderzoek
34. De Persoonsvervormer
35. Paling en Ko in Duitsland
36. De Bommenwerpers
37. Levende Wassen Beelden
38. De Zaak van het Verjongingsmiddel
39. Autodieven
40. Olympische Spelen Los Angeles 1984
41. De Beestenbrigade

Daarnaast brachten zij nog 26 albums uit met verzamelingen van korte verhalen in drie verschillende reeksen (1972-1985).

### Byblos-reeks
Tussen 1986 en 1992 verschenen tien albums bij uitgeverij Byblos; deze werden doorgenummerd vanaf 42 en waren in eerste instantie oudere verhalen die in Spanje niet in de reguliere reeks waren opgenomen. Daarnaast werden de eerste tien Vrijbuiter-albums opnieuw uitgegeven in een licht afwijkende volgorde en met andere covertekeningen.
42. Een Vliegtuigkaping (verhaal uit 1979)
43. Wat De Wind Achterliet (verhaal uit 1980)
44. De Builenvangers (verhaal uit 1977)
45. Moorddadige Radiogolven (verhaal uit 1980)
46. Het Geval van de Sok (verhaal uit 1976)
47. De Kip met de Gouden Eieren (verhaal uit 1976)
48. Meteorologische Hoogstandjes
49. Het Vrouwtje van de Melkweg
50. De Rampzalige Tuin
51. Die Lieve Neefjes

### Arboris-reeks
Tussen 2000 en 2006 verschenen er bij uitgeverij Arboris acht albums waarbij er weer vanaf 1 werd genummerd en de juiste benaming werd aangehouden.
1. De 20e Eeuw, Wat een Zootje!
2. De Grijze Terreur
3. De Formule 1
4. De Noormannen
5. De Computer ...Wat een Ellende
6. De Filmsterren
7. Verboden Te Roken!
8. Het WK 2006

### Niet in Nederland
Na 2006 zijn er in Nederland geen Paling en Ko-albums meer uitgebracht omdat er geen geld was om de strips voortaan door de Spaanse uitgeverij te laten vertalen. Dat ook eerdere albums niet in Nederland zijn uitgebracht heeft onder meer te maken met distributieproblemen en uitschakeling op de WK-voetbaltoernooien van 1982, 1986 en 2002. De Tovenaar (El brujo uit 1977) stond gepland als opvolger van De Kip met de Gouden Eieren maar na drie jaar stilte koos men voor een recenter verhaal; Meteorologische Hoogstandjes. Billy El Horrendo is hier alleen uitgebracht als onderdeel van de tweede tekenfilmserie onder de titel De Zaak van Vreselijke Freddie.
Ook het 35-jarig jubileum is aan Nederland voorbijgegaan; in het bewuste album (dat hier dan de titel 35 Jaar Paling en Ko zou hebben gekregen) stortte op de slotpagina een vliegtuig neer tegen het New Yorkse WTC. Deze scène kwam acht jaar later (2001) in opspraak toen de Terroristische aanslagen op 11 september 2001 plaatsvonden.
Gevoelige humor werd gecensureerd. Met name de Duitsers in Het Atoomsulfaat en Paling en Ko in Duitsland werden bewerkt. Zo werden de Duitsers in het Atoomsulfaat neutraler gemaakt en werden er 2 bladzijden in Paling en Ko in Duitsland aangepast. Onder meer grappen en grollen over de Berlijnse Muur en vuurgevechten met tanks zijn weggeknipt.

## Verfilmingen en toneelbewerking

### Tekenfilms
Van Paling en Ko zijn ook twee tekenfilmseries gemaakt; deze zijn allebei nagesynchroniseerd in het Nederlands, en ook hier wordt Mortadelo Ko genoemd en zijn chef Filemón Paling. De eerste is een reeks korte films uit de periode 1965-1970 die twee compilaties vormden; de stemmen werden ingesproken door Olaf Wijnants (de kale) en Ger Smit (de chef). De tweede dateert uit de jaren 90 en bestaat uit bewerkingen van de lange verhalen; RTL zond in 1999-2000 dertien afleveringen uit. In deze tweede serie wordt de stem van Paling (de chef) gedaan door Laus Steenbeeke en de stem van Ko (de kale) door Jon van Eerd. De stem van meneer Super door Fred Meijer en die van de secretaresse door Marjolijn Touw.

### Speelfilms en musical
In 2003 verscheen de speelfilm La Gran Aventura de Mortadelo y Filemon (Het grote avontuur van Paling en Ko); de acteurs hebben (iets) meer haar dan hun personages.
Ter gelegenheid van het vijftigjarig jubileum kwam er in 2008 een musical met 50 liedjes; ook verscheen de tweede film Mortadelo y Fileon: Mision, Salvar la Tierra (Paling en Ko: Missie, red de Aarde). In Nederland is de dvd alleen via internet verkrijgbaar.
In 2014 verscheen de bekroonde 3D-animatiefilm Mortadelo y Filemón contra Jimmy el Cachondo.